# Nevada Film Critics Society
La Nevada Film Critics Society (NFCS) est une association américaine de critiques de cinéma, basée dans le Nevada, aux États-Unis, et fondée en 2011.
Elle remet chaque année  les Nevada Film Critics Society Awards  (NFCS Awards), qui récompensent les meilleurs films de l'année.

## Catégories de récompense
- Meilleur film
- Meilleur réalisateur
- Meilleur acteur
- Meilleure actrice
- Meilleur acteur dans un second rôle
- Meilleure actrice dans un second rôle
- Meilleure distribution
- Meilleurs décors
- Meilleure photographie
- Meilleurs effets visuels
- Meilleur film d'animation
- Meilleur espoir